# DigiPen
Технологи́ческий институ́т DigiPen (DigiPen Institute of Technology) — коммерческий колледж расположенный в городе Редмонд. Специализируется на информатике, вычислительной технике и искусстве (с акцентом на создании компьютерных игр).

## История
- Колледж DigiPen был основан в 1988 году Claude Comair в городе Ванкувер, Канада[3], как компания компьютерного моделирования и анимации «DigiPen Corporation».
- В 1990 году, DigiPen начал предлагать 3D-анимационные программы и началось сотрудничество с Nintendo of America, чтобы создавать средства для программирования видео игр. В 1994 году при поддержке Nintendo, DigiPen создало школу компьютерной графики и приняла первую группу студентов по направлению «программирование видео-игр».
- В Мае 1996 года высший координационный совет штата Вашингтон предоставил DigiPen право присваивать степень Бакалавра Наук в области интерактивного моделирования в режиме реального времени (Real-Time Interactive Simulation) а также степень гуманитарных наук в компьютерной 3D анимации. Это сделало DigiPen первым университетом в мире, посвященным компьютерам и разработке видео-игр.
- Школа передислоцировалась в Редмонд, штат Вашингтон, США в январе 1998 года.
- 1999 году школа получила право присваивать степень прикладного искусства в компьютерной 3D анимации.
- В 2000 году, DigiPen выпустила первый класс по направлению интерактивного моделирования в режиме реального времени (R.T.I.S.).
- Школа получила право присваивать степень также Бакалавра Наук в области вычислительной техники, степень Бакалавра Искусств в Производственной анимации, а также Магистра в области Компьютерных программ в 2004 году.
- В 2008 году в программы Игрового Дизайна и разработки Игр были добавлены BS.c и BF.a.